# 中山卓也 (俳優)
中山 卓也（なかやま たくや、1988年12月13日 - ）は、日本の俳優である。

## 来歴
福井県出身。サンミュージックプロダクション所属。
身長182cm、体重70kg、血液型はB型。福井県立福井商業高等学校在学中にサンミュージックアカデミー福井校に通う。2007年春に上京し、日本大学芸術学部映画学科卒業。世界遺産検定マイスター認定。カナヅチであったが、
海を知りたいという思いからダイビングの資格を取得した。既婚で一児の父である。

## エピソード
世界遺産大好き俳優であり、世界遺産検定マイスターの知識を活かして2019年からTBS「世界ふしぎ発見！」にてミステリーハンターを担当している。
また、1986年の番組開始時から2010年代辺りまでは男性ミステリーハンターはごくたまにゲスト的に出る程度だったが、中山は比較的高い出演頻度でレギュラーハンターとなった最初の男性ミステリーハンターであるとも言える。
出演回数も男性ミステリーハンターでは歴代1位の28回である。

## 出演

### テレビドラマ
- 半分の月がのぼる空（2006年、テレビ東京） - 世古口司／ダーティー仮面 役（レギュラー）
- 学問ノススメ（2007年、朝日放送） - 津吹克也 役（レギュラー）
- 大河ドラマ
  - 風林火山（2007年、NHK） - 村上国清 役
  - 平清盛（2012年、NHK） - 北条義時 役
  - 軍師官兵衛（2014年、NHK） - 荒木村次 役
- Q.E.D. 証明終了（2009年、NHK） - 西丸浩樹 役（レギュラー）
- 土曜ワイド劇場特別企画「終着駅の牛尾刑事vs事件記者冴子・森村誠一の灯〜バス事故から生還した3人!!新宿〜妙高高原に運命の連続殺人!?」（2009年12月12日、テレビ朝日） - 山寺敬一 役
- ミュージャック Livejack Special II〜名曲ライブ×ドラマ 夢のコラボ〜（2010年3月21日、関西テレビ）
- まっつぐ〜鎌倉河岸捕物控〜 第12 - 13話「下駄貫の意地」ほか（2010年8月7日・14日、NHK） - 春太郎 役
- 土曜プレミアム「ストロベリーナイト」（2010年11月13日、フジテレビ）
- おみやさん 第8シリーズ 第3話（2011年5月12日、テレビ朝日） - 葉山勇樹 役
- 仮面ライダーオーズ/OOO 第33-34話（2011年5月8日・15日、テレビ朝日） - 北村雄一 役
- オリンパスドラマスペシャル「光る壁画」（2011年10月1日、テレビ朝日）
- 必殺仕事人2012（2012年2月19日、朝日放送・テレビ朝日） - サブ 役
- 連続テレビ小説「カーネーション」（2012年3月6日-、NHK） - 篠山真 役（レギュラー）
- 新・おみやさん（2012年4月 - 6月、テレビ朝日） - 鴨川東署の新人鑑識課員・山田春馬 役（レギュラー）
- 相棒 Season 11 第11話 元旦スペシャル「アリス」（2013年、1月1日、テレビ朝日） - 柴田久蔵（青年期・ポーター） 役
- 確証〜警視庁捜査3課 第9話（2013年6月10日、TBS） - 宮本彰人 役
- 水曜ミステリー9「鑑識特捜班・九条礼子〜骨を知る女〜3」（2014年4月16日、テレビ東京） - 内田輝 役
- 東京スカーレット〜警視庁NS係 第2話（2014年7月22日、TBS） - 丸岡颯太 役
- 素敵な選TAXI 第2話（2014年10月21日、関西テレビ） - 平野（学生時代） 役
- 新・牡丹と薔薇（2016年、東海テレビ） - 清塚雅弘 役
- 日本のヴァイオリン王〜名古屋が生んだ世界のマエストロ 鈴木政吉物語〜（2016年2月14日、東海テレビ） - 鈴木章 役
- 土曜ワイド劇場「事件17 大富豪の夫を殺した女!」（2016年6月4日、テレビ朝日） - 警官 役
- 刑事7人 第2シリーズ 第2話（2016年7月20日、テレビ朝日） - 樋口健太 役
- 警視庁ゼロ係（2018年） - 松宮俊也
- 科捜研の女18（2018年11月22日、テレビ朝日）第5話 - 同僚教諭・佐野亮太 役
- それぞれの断崖（2019年） - 大迫俊平
- 駐在刑事 Season3 第1話（2022年1月14日、テレビ東京） - 安西友幸 役
- インビジブル 第8話（2022年6月3日、TBS） - 牧野真一郎 役
- ウルトラマンブレーザー 第23話（2023年12月23日） - 追川光宙 役

### 映画
- 船を降りたら彼女の島（監督：磯村一路、2003年2月） - 水上隆司 役
- 許されざる者（監督：三池崇史、2003年3月）
- 青空のゆくえ（監督：長澤雅彦、2005年9月） - 高橋正樹 役（主演）
- 富嶽百景〜遙かなる場所〜（監督：秋原正俊、2006年5月） - 田辺 役
- 歌謡曲だよ、人生は 第3話 小指の想い出（監督：タナカ・T、2007年5月）
- 椿三十郎（監督：森田芳光、2007年12月） - 広瀬俊平 役
- ふうけもん（監督：栗山富夫、公開中止）
- 僕の初恋をキミに捧ぐ（監督：新城毅彦、2009年10月）
- 恋愛戯曲 〜私と恋におちてください。〜（監督：鴻上尚史、2010年9月） - 杉村仁 役
- 神様のカルテ（監督：深川栄洋、2011年8月）
- メサイア（監督：金子修介、2011年秋）
- 家（監督：秋原北胤、2013年5月） - 橋本正太 役
- 団地（監督：阪本順治、2016年6月）- 山下直哉役
- おしょりん（監督：児玉宣久、2023年11月）- 沢田五郎吉役
- 怪獣ヤロウ!（監督：八木順一郎、2025年1月） - 鰻屋の店主 役

### 舞台
- 屋根の上のヴァイオリン弾き（2009年10月5日〜10月29日、日生劇場） - フョートカ・学生 役

### バラエティー
- 日立　世界ふしぎ発見！（2019年8月10日〜）ミステリーハンター
  - 「復活した帝国の奇祭　天空の温泉」（2019年8月10日） - ペルー
  - 「初潜入！クリスタル洞窟　世界を変えたスペインの宝」（2020年1月11日） - スペイン
  - 「カリブ海の世界遺産　驚異の火山大国ドミニカ」（2020年2月1日） - ドミニカ国
  - 「ミステリーハンターが選ぶ　台湾遺産ベストテン」（2020年3月7日） - 台湾
  - 「世界遺産を愛するMYSTERY HUNTER 神秘の絶景・遺跡大冒険」（2020年4月25日）
  - 「BIGWAVE HAWAII 波が織りなす神秘の絶景」（2020年5月23日） - ハワイ
  - 「日本のポンペイ！？ヨロイの古墳人が語る古代群馬の謎」（2020年8月1日） - 群馬県
  - 「涼しさMAX！世界のCOOLスポット大追跡」（2020年8月8日） - 富士山
  - 「明治の世に西洋式宮殿を造れ！日本を支えた「迎賓館」物語」（2020年12月19日） - 迎賓館
  - 「闇に輝く宝を探せ！洞窟棚田と謎の浮遊生物」（2021年1月30日） - 沖永良部島
  - 「アンナ・リーの恋しちゃった台湾♡2021〜グルメ 占い 神秘の森〜」（2021年2月13日） -台湾（出演とナレーション担当）
  - 「南の島と謎多き海‼︎明かされる海の神秘」（2021年３月６日）
  - 「天にそびえる白銀のカッパドキア　蘇った巨大地下世界！」（2021年3月13日） - トルコ（出演とナレーション担当）
  - 「水の都・京都とミステリー・レイク琵琶湖のふしぎ」（2021年5月22日） - 琵琶湖
  - 「アンナ・リーの台湾グルメ遺産」（2021年6月26日） - 台湾
  - 「スイス・日本　雪解け水絶景」（2021年7月24日） - スイス
  - 「縄文ワンダフルライフ」（2021年11月20日）
  - 「江戸の旅　東海道五十三次　令和の弥次喜多珍道中！」（2022年1月8日） - 東海道
  - 「BIG CHANGE HAWAII! 生まれ変わった南の楽園! 」（2022年7月30日）- ハワイ
  - 「夏こそ行きたい海の京都　浦島太郎に隠された古代史の真実！」（2022年8月6日）
  - 「憧れの軽井沢ライフ&マレーシア」（2022年8月13日）- マレーシア、軽井沢
  - 「ヨーロッパアルプス　世界遺産を生んだ巨大山脈の秘密」（2022年10月15日）- イタリア、オーストリア
  - 「ツタンカーメン発掘100周年　秘宝が語る生と死の謎」（2022年11月26日）- エジプト、トルコ
  - 「ブルガリア　世界最古の黄金文明と仮面の奇祭」（2023年2月11日）- ブルガリア
  - 「異邦人が創りしモロッコ　僕らはみんな時の旅人」（2023年3月4日）- モロッコ
  - 「古代マヤ　はじまりと終わりの謎に挑む」（2023年4月15日）- メキシコ
  - 「カザフスタン　黄金人間と青いガラスの女王」（2023年10月28日）- カザフスタン
  - 「世界を変えたナポレオンから学ぶ生き方の極意」（2023年11月25日）- フランス
  - 「ピラミッド・スフィンクス・ツタンカーメン 古代エジプト 三大ミステリースペシャル」（2024年3月16日）- エジプト

### CM
- ベネッセ「進研ゼミ 高校講座」（2005年4月）
- ONE☆DRAFT シングル「アイヲクダサイ」（2009年1月）

### PV
- 篠木晋也「HOPE」（2010年8月）

### オリジナルビデオ
- ガチバンIII 武闘宣戦（監督：元木隆史、2009年4月） - 早乙女怜 役
- ガチバンIV 最狂戦争（監督：元木隆史、2009年7月） - 早乙女怜 役
- ガチバンV 竜虎炎上（監督：西海謙一郎、2009年9月） - 早乙女怜 役
- 恐怖のツイート〜つぶやく谺〜（監督：佐藤吏、2011年6月） - マモル 役（主演）
- ROGUE（2018年） - 高橋義和 / リモコンブロス（声） 役

### その他
- ディズニーWebシネマ「Sea of Dreams」（監督：佐藤太、2006年10月） - 大原 役
- 第2日本テレビWebドラマ「LIFE IS EKIDEN」エピソード3「いつかの放課後篇」（2009年12月、日本テレビ）
- ビックラン2012 西丹沢に挑んだ勇者たち」（2012年7月1日、BS朝日）
- のんびりゆったり路線バスの旅 - 旅人「北の大地は実りの頃」（2012年9月8日、NHK総合）